# Jan Certowicz
Jan Certowicz (ur. 24 listopada 1889 w Wierzbniku, zm. 9–11 kwietnia 1940 w Katyniu) – major lekarz Wojska Polskiego, doktor nauk medycznych, ofiara zbrodni katyńskiej.

## Życiorys
Urodził się 24 listopada 1889 w Wierzbniku, w rodzinie Wojciecha i Władysławy z Bieleckich. Po ukończeniu ośmioklasowego gimnazjum w Warszawie rozpoczął studia na Wydziale Lekarskim Cesarskiego Uniwersytetu Charkowskiego. W 1923 doktoryzował się na Uniwersytecie Warszawskim, specjalizując się w chirurgii. W 1914 powołany do armii rosyjskiej. Został wysłany na front. Zorganizował punkt opatrunkowy, następnie pracował jako pomoc w szpitalu 5 Armii Rosyjskiej w pobliżu Warszawy. W 1915 został komendantem odcinka sanitarnego 20 Dywizji Piechoty, a rok później 111 Dywizji Piechoty armii rosyjskiej. W listopadzie 1916 urlopowano go z wojska w celu kontynuowania studiów. Od 1918 w Wojsku Polskim. W 14 czerwca 1919 r. został ordynatorem szpitala wojskowego w Grodnie. Następnie był naczelnym lekarzem garnizonowym w Mińsku, zastępcą szefa sanitarnego Dywizji Litewsko-Białoruskiej, zastępcą szefa Grupy Poleskiej Dowództwa Frontu Północnego, służąc w stopniu porucznika.
W okresie międzywojennym pozostał w wojsku. W 1923 w kadrze X batalionu sanitarnego, służył w 24 pułku ułanów w stopniu kapitana (starszeństwo z dniem 19 czerwca 1919 i 49 lokatą w korpusie oficerów sanitarnych). W 1924 w stopniu majora (starszeństwo z dniem 15 sierpnia 1924 i 10 lokatą) przeniesiony do składu I batalionu sanitarnego, przydział 5 pułk ułanów. Z dniem 30 listopada 1935, w stopniu majora, został przeniesiony w stan spoczynku.

W czasie kampanii wrześniowej 1939 w 5 puł, po agresji ZSRR na Polskę, w nieznanych okolicznościach wzięty do niewoli przez Sowietów i osadzony w Kozielsku. W grudniu 1939 znajdował się na liście jeńców obozu kozielskiego. Między 7 a 9 kwietnia 1940 przekazany do dyspozycji naczelnika smoleńskiego obwodu NKWD, lista wywózkowa L.W. 015/2 1940 z 5 kwietnia 1940. Został zamordowany między 9 a 11 kwietnia 1940 przez funkcjonariuszy NKWD w lesie katyńskim. Pogrzebano go w bezimiennej mogile zbiorowej, gdzie od 28 lipca 2000 mieści się oficjalnie Polski Cmentarz Wojenny w Katyniu. W miejscu tym prowadzone były ekshumacje i prace archeologiczne. Zidentyfikowany podczas ekshumacji prowadzonej przez Niemców w 1943 pod numerem 472, zapis w dzienniku ekshumacji pod datą 24 kwietnia 1943. Przy zwłokach Jana Certowicza zostały odnalezione: części dowodu osobistego, świadectwo szczepień 3990, cygarniczka oraz cwikier. Figuruje na liście AM 178-472 jako pułkownik lekarz i liście Komisji Technicznej PCK pod numerem 472. 
5 października 2007 roku minister obrony narodowej Aleksander Szczygło mianował go pośmiertnie na stopień pułkownika. Awans został ogłoszony 9 listopada 2007 roku w Warszawie, w trakcie uroczystości „Katyń Pamiętamy – Uczcijmy Pamięć Bohaterów”.

## Życie prywatne
Mieszkał w Ostrołęce przy ul. 11 Listopada 8. Ożenił się z Wacławą Anną z domu Hubert. Miał dwóch synów, Zbigniewa i Władysława. W latach 1935–1939 pracował w Liceum Ogólnokształcącym im. króla J. Leszczyńskiego w Ostrołęce jako lekarz szkolny. Był również członkiem Komitetu Białego Krzyża w Ostrołęce.
Obaj synowie walczyli w szeregach Armii Krajowej w powstaniu warszawskim. Władysław Certowicz zginął w czasie walk powstańczych.

## Ordery i odznaczenia
- Krzyż Walecznych (dwukrotnie: po raz drugi za służbę w POW[21])
- Złoty Krzyż Zasługi (10 listopada 1928)[22]
- Medal Niepodległości (27 czerwca 1938)[23][24]
- Order Świętego Stanisława IV kl. (Imperium Rosyjskie)
- Order Świętej Anny IV kl. (Imperium Rosyjskie)

## Upamiętnienie
- Jedna z ulic w Ostrołęce nosi nazwę Jana Certowicza.
- Dąb Pamięci posadzony 17 września 2009 na skwerze wokół Pomnika Ofiar Terroru Komunistycznego przy ul. Kopernika w Ostrołęce[25][26][27].
- Dąb Pamięci posadzony na Kościelnej 12 w Starachowicach przez parafię pw. św. Trójcy. Certyfikat nr 000132/000113/WWL/2008[28].
- Na pomniku poświęconym ofiarom zbrodni katyńskiej z 1940 i ofiarom tragedii Smoleńskiej z 2010 w Starachowicach[29].
- Krzyż Ofiar Zbrodni Katyńskiej w Starachowicach. Tablica z nazwiskiem Jana Certowicza[29].
- Jest jednym z 305 lekarzy pochowanych na Polskim Cmentarzu Wojennym w Katyniu i upamiętnia go tabliczka epitafijna nr 407[30].